# Gaspar de Quevedo

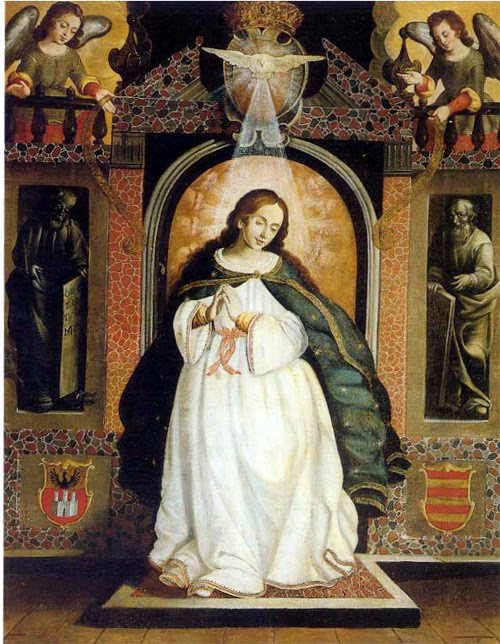
Inmaculada Concepción de la familia Lercaro Justiniani, Museo Municipal de Bellas Artes de Santa Cruz de Tenerife.

Gaspar de Quevedo, también conocido como Gaspar Afonso de Quevedo (La Orotava, 1616-en o después de 1670), fue un clérigo y pintor barroco español, activo en Canarias. Formado en Sevilla, en su pintura se advierte un eco de Francisco Zurbarán, interpretado con sequedad.

## Biografía
Gaspar Afonso de Quevedo, hijo de Domingo Afonso de Quevedo o Domingo de los Reyes y de Águeda Luis, fue bautizado el 21 de mayo de 1616 en La Orotava. El 12 de julio de 1633, haciéndose llamar Gaspar de los Reyes y diciendo ser de edad de dieciocho años y natural de la «ysla de Canaria», se colocó por espacio de un año como aprendiz de pintor con el sevillano Miguel Güelles. Antes de cumplirse el año se encontraba aún en Sevilla «con ánimo de ser sacerdote», según una declaración testifical de su madre, pero en 1638 contrajo matrimonio con Isidora de León, que falleció con la peste de 1649. Tras enviudar retomó la carrera religiosa y retornó a Canarias, donde reaparece documentalmente en La Orotava en 1652 junto a su madre y hermanos otorgando carta de dote a su medio hermana Mariana Luisa Ravelo.
En su calidad de pintor, en 1655 recibió en su casa a un aprendiz, llamado Felipe Abreu. Como clérigo se le menciona entre 1668 y 1670 en el libro de la Cofradía de las Ánimas de la parroquial de La Orotava, como capellán de la misma. Se trata de la última referencia documental disponible. El mismo libro, sin fecha y sin otras circunstancias, dice a continuación: «murió en España», aunque luego se tachó España.

## Obra
En su obra, junto a la influencia de la pintura sevillana, es notable la utilización de grabados de origen flamenco sobre pinturas principalmente de Anton van Dyck, como se hace patente en la Piedad de la ermita del Calvario de La Orotava y en algunos de sus cuadros para el convento franciscano de la misma localidad. Rasgos zurbaranescos se señalan en algunas de sus Inmaculadas, como puede ser la Concepción con Felipe Machado de la iglesia de Santa Catalina Mártir de Tacoronte, aunque en el retrato del donante es más directa la influencia de Francisco Pacheco. Con estos maestros no se agotan además las influencias sevillanas, pues en la Inmaculada de la familia Lercaro Justiniani, ahora en el Museo Municipal de Bellas Artes de Santa Cruz de Tenerife, una de sus escasas obras firmadas, se ha señalado el recuerdo de la Virgen de los Reyes de Bernabé de Ayala, si bien en todos estos casos se trata de obras públicas que bien pudo conocer durante su estancia en Sevilla, sin implicar relación de aprendizaje con los maestros citados.